# بابلو ماستروني
بابلو ماستروني (مواليد 29 أغسطس 1976) هو لاعب كرة قدم. يلعب مع منتخب الولايات المتحدة الأمريكية لكرة القدم. سبق له أن لعب في كأس العالم لكرة القدم مع منتخب بلاده.

## روابط خارجية
- بابلو ماستروني على موقع الاتحاد الدولي (مؤرشف)  (الإنجليزية)
- بابلو ماستروني على موقع الدوري الأمريكي (الإنجليزية)
- بابلو ماستروني على موقع قاعدة بيانات كرة القدم.إي يو (الإنجليزية)
- بابلو ماستروني على موقع بيانات كرة القدم. دي إي (الألمانية)
- بابلو ماستروني على موقع ناشيونال فوتبول تيمز (الإنجليزية)
- بابلو ماستروني على موقع عالم كرة القدم.نت (الإنجليزية)
- بابلو ماستروني على موقع كووورة